# Fever to Tell
Fever to Tell es el nombre del primer álbum de estudio de la banda estadounidense de rock Yeah Yeah Yeahs, publicado en 2003.

## Reseña
Lanzado en 2003, Fever to Tell recibió muy buenas críticas, como ser considerado uno de los mejores álbumes del año 2003. Su sencillo "Maps", fue pinchada con frecuencia en las radios alternativas. El vídeo de su sencillo de 2004, "Y Control", fue dirigido por Spike Jonze. El álbum, incluye una pista oculta sin separación de la última canción. Fever to Tell, aparece en el libro "1001 discos que hay que escuchar antes de morir", donde se dice que fue "el disco más guay e inteligente de 2003".

## Canciones
1. "Rich" 3:36
2. "Date with the Night" 2:35
3. "Man" 1:50
4. "Tick" 1:59
5. "Black Tongue" 2:59
6. "Pin" 2:00
7. "Cold Light" 2:16
8. "No No No" 5:14
9. "Maps" 3:40
10. "Y Control" 4:01
11. "Modern Romance" 7:28
  - "Poor Song", pista oculta.

## Charts
Álbum
| Año  | Chart          | Posición |
| ---- | -------------- | -------- |
| 2004 | Billboard 200  | 55       |
| 2004 | UK Album Chart | 13       |

Sencillos
| Año  | Sencillo | Chart              | Posición |
| ---- | -------- | ------------------ | -------- |
| 2004 | "Maps"   | Modern Rock Tracks | 9        |
| 2004 | "Maps"   | Billboard Hot 100  | 87       |

## Músicos
- Karen O - voz
- Nick Zinner - guitarra y batería programada
- Brian Chase - batería

- Datos: Q567955